# Angelo Gagliano da Mazzarino
Fra Angelo Gagliano (Mazzarino, 1743 – Mazzarino, 13 febbraio 1809) è stato un ebanista e religioso italiano, appartenente all'Ordine dei frati minori cappuccini (O.F.M.Cap.).

## Biografia

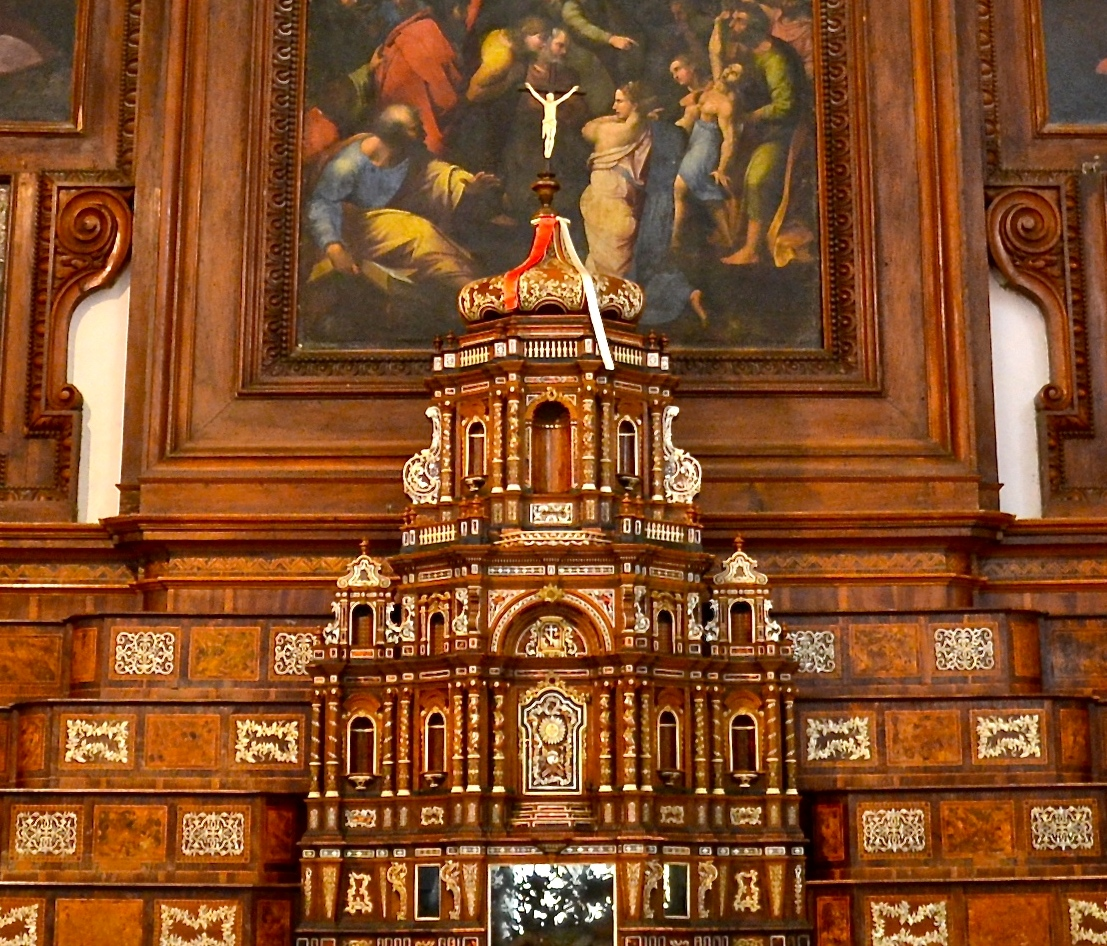
Custodia lignea della chiesa dei Cappuccini di Mazzarino

Fra Angelo Gagliano nacque a Mazzarino nel 1743. A 19 anni (1762) indossò l'abito cappuccino, e da allora consacrò la sua intera esistenza all'arte ebanistica.
È celebre, soprattutto, per aver realizzato diverse custodie lignee, che costituiscono degli autentici capolavori.
Vengono attribuite al suo lavoro le custodie dei conventi cappuccini di Mazzarino, Sortino e Melilli.
Dei tre manufatti, il più pregiato è certamente quello di Mazzarino; il frate ebanista vi impiegò 18 anni di lavoro (dal 1775 al 1793) e per la realizzazione adoperò una grande varietà di legni, tra cui il ciliegio, il cipresso, il pero, insieme a preziosi materiali (madreperla, avorio, osso e tartaruga) finemente intarsiati. L'opera racchiude in sé un perfetto connubio tra la semplicità francescana e la ricchezza dell'arte tardo barocca siciliana.
Tra le altre opere realizzate dal Gagliano (per la chiesa di Mazzarino) menzioniamo: l'altare della Madonna delle Grazie; due crocifissi in corallo; due reliquiari; l'altare di San Francesco; e le grandi cornici dell'altare maggiore.
Di fra Angelo si conservano, inoltre, gli utensili da lavoro, che egli stesso ideava e costruiva; un ritratto e il progetto, a grandezza naturale, della custodia di Mazzarino, eseguito ad inchiostro di china ed acquerello. 